# Attenhoven (Landen)
Attenhoven is een dorp in de Belgische provincie Vlaams-Brabant en een deelgemeente van de stad Landen. Tussen 1971 en 1977 maakte Neerlanden deel uit van de gemeente Attenhoven. Daarna werden beide bij de stad Landen gevoegd.

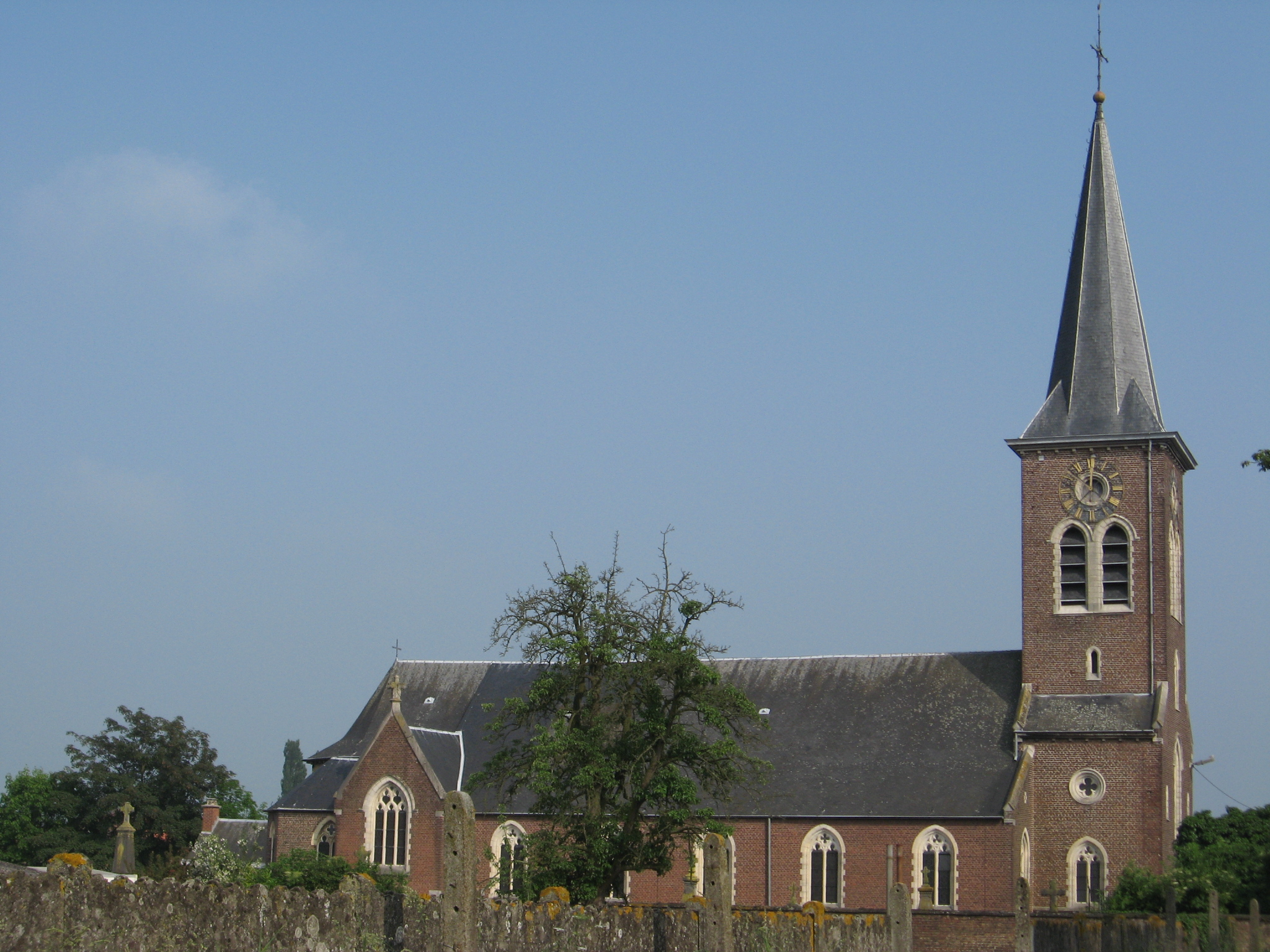
Sint-Pietersbandenkerk

## Toponymie
De eerste vermelding van de plaats stamt uit 1189 en maakt gewag van de Latijnse vorm Ottonis curtem. De eerste Nederlandstalige vermelding van Attenhoven stamt uit 1262.
De dorpsnaam komt uit het Germaanse Ottan hofum, respectievelijk het Romaanse Otton curtis, en betekent boerderij van Otto.

## Situatie in 1830
Bij de onafhankelijkheid van België inventariseerde geograaf Philippe Vandermaelen in dit dorp 165 vakwerkwoningen,  een kerk, een molen, drie kleine brouwerijen en een school. Er waren 685 inwoners die Vlaams en Frans spraken. Het inventaris omvat verder details over de natuurlijke omgeving, bodems, landbouwproductie en veestapel. Ook het wegennetwerk van toen is beschreven.

## Bezienswaardigheden
- De Sint-Pietersbandenkerk
- De Sint-Petrushoeve
- De Molen van Attenhoven

## Natuur en landschap
Attenhoven ligt in Droog-Haspengouw op een hoogte van 65-102 meter. Een belangrijk natuurgebied is De Beemden.

## Demografische ontwikkeling
- Bronnen:NIS, Opm:1831 tot en met 1970=volkstellingen; 1976 = inwoneraantal op 31 december
- 1970: inclusief Neerlanden

## Nabijgelegen kernen
Landen, Rumsdorp, Neerlanden, Velm, Gingelom
Deelgemeenten: Attenhoven · Eliksem · Ezemaal · Laar · Landen · Neerlanden · Neerwinden · Overwinden · Rumsdorp · Waasmont · Walsbets · Walshoutem · Wange · Wezeren

Belgische gemeenten · Arrondissement Leuven · Vlaams-Brabant · Vlaanderen